# Patrik Sinkewitz
Patrik Sinkewitz (ur. 20 października 1980 w Fuldzie), niemiecki kolarz szosowy, zawodnik grupy PSK Whirlpool-Author.

## Doping
Podczas obozu treningowego T-Mobile przed Tour de France 2007 jego test antydopingowy miał wynik pozytywny. W wyniku przeprowadzonego śledztwa zawodnik został zawieszony przez Niemiecki Związek Kolarski (BDR) na okres 1 roku. Musiał także zapłacić grzywnę w wysokości 40 tysięcy Euro. Decyzja ta, podjęta w listopadzie 2007, spowodowała opóźnioną dyskwalifikację kolarza w Tour de France 2007, jak i Tour de Suisse 2007. Musiał też oddać organizatorom tych wyścigów wszelkie premie pieniężne, które zdobył w tych imprezach. Z racji tego, że Sinkewitz przyznał się do stosowania dopingu i zrzekł się prawa do zbadania próbki B, oraz współpracował ze związkiem, BDR zawiesiło go na rok, zamiast przewidzianych w prawie 2 lat.

## Najważniejsze osiągnięcia
- 2002
  - 1. miejsce w GP Winterthur
- 2003
  - 7. miejsce w Deutschland Tour
  - 2. miejsce w Bayern Rundfahrt
  - 7. miejsce w Tour de Suisse
- 2004
  - 1. miejsce Japan Cup
  - 1. miejsce w Deutschland Tour
- 2006
  - 5. miejsce w Amstel Gold Race
  - 5. miejsce w Strzale Walońskiej
  - 4. miejsce w Liège-Bastogne-Liège
  - 2. miejsce w Hessen-Rundfahrt
- 2007
  - 1. miejsce w Rund um den Henninger-Thurm
- 2009
  - 1. miejsce w Sachsen Tour
    - 1. miejsce na 3. etapie

  - 1. miejsce na 3. etapie Volta a Portugal
- 2010
  - 1. miejsce w Giro della Romagna
- 2013
  - 2. miejsce w GP Industria & Artigianato di Larciano
  - 3. miejsce w Tour de Slovénie
  - 1. miejsce w Settimana Ciclistica Lombarda
    - 1. miejsce na 1. i 2. etapie